# Kwak Gwang-ung
Kwak Gwang-ung (kor. 곽광웅; znany także jako Riki Chōshū jap. 長州 力 lub Mitsuo Yoshida jap. 吉田 光雄; ur. 3 grudnia 1951) – południowokoreański zapaśnik, pochodzenia japońskiego, walczący w stylu wolnym, a także zawodnik New Japan Pro-Wrestling. Olimpijczyk z Monachium 1972, gdzie zajął piętnaste miejsce w kategorii do 90 kg.

## Letnie Igrzyska Olimpijskie 1972
| Konkurencja      | Rundy eliminacyjne      | Rundy eliminacyjne | Rundy eliminacyjne     | Klas. końcowa |
| Konkurencja      | Przeciwnik I            | Przeciwnik II      | Przeciwnik III         | Miejsce       |
| ---------------- | ----------------------- | ------------------ | ---------------------- | ------------- |
| 90 kg styl wolny | Günter Spindler (DDR) P | Ion Marton (ROU) Z | Bárbaro Morgan (CUB) P | 15.           |